# Scadoxus
Scadoxus is een geslacht uit de narcisfamilie (Amaryllidaceae). De soorten uit het geslacht komen voor in Sub-Saharaans Afrika en op het Arabisch schiereiland.

## Soorten
- Scadoxus cinnabarinus (Decne.) Friis & Nordal
- Scadoxus cyrtanthiflorus (C.H.Wright) Friis & Nordal
- Scadoxus longifolius (De Wild. & T.Durand) Friis & Nordal
- Scadoxus membranaceus (Baker) Friis & Nordal
- Scadoxus multiflorus (Martyn) Raf.
- Scadoxus nutans (Friis & I.Bjørnstad) Friis & Nordal
- Scadoxus pole-evansii (Oberm.) Friis & Nordal
- Scadoxus pseudocaulus (I.Bjørnstad & Friis) Friis & Nordal
- Scadoxus puniceus (L.) Friis & Nordal

... · 
Acis · 
Amaryllis · 
Boophone · 
Clivia · 
Crinum (Haaklelie) · 
Galanthus (Sneeuwklokje) · 
Hippeastrum · 
Hymenocallis · 
Leucojum (Narcisklokje) · 
Narcissus (Narcis) · 
Pancratium · 
Scadoxus · 
Sprekelia · 
Sternbergia · 
...